# Arthur Lawson-Johnston, 3. Baron Luke

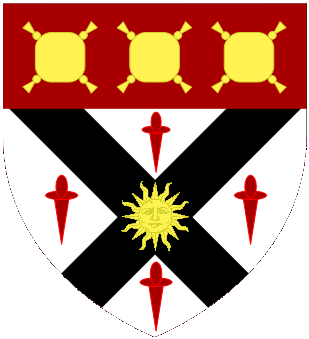
Wappen des Lord Luke

Arthur Charles St. John Lawson-Johnston, 3. Baron Luke (* 13. Januar 1933; † 2. Oktober 2015) war ein britischer Peer und Politiker. Er war von 1996 bis 2015 Mitglied des House of Lords.

## Leben
Er war der älteste Sohn des Ian Lawson-Johnston, 2. Baron Luke, aus dessen Ehe mit Barbara Anstruther-Gough-Calthorpe. Er ging auf das Eton College und studierte am Trinity College der Universität Cambridge, wo er 1957 mit einem Bachelor of Arts in Geschichte graduierte.
Er arbeitete von 1955 bis 1971 für das Familienunternehmen Bovril Ltd und war ab 1971 Kunsthändler. Zwischen 1962 und 1978 war er Präsident der National Association of Warehouse-keepers und von 1983 bis 1990 Commander der St John’s Ambulance Brigade. Von 1965 bis 1970 war er Mitglied des County Council von Bedfordshire und von 1969 bis 1970 amtierte er als High Sheriff von Bedfordshire. Er war Mitglied der Corporation of the Sons of the Clergy, der Game Conservancy Association und der Countryside Alliance. Er war Knight des Order of Saint John und Freeman der City of London. In den Jahren 2001/2002 war er Master der Worshipful Company of Drapers, deren Mitglied er bereits seit 1993 war.
1996 erbte er beim Tod seines Vaters dessen Adelstitel als Baron Luke, einschließlich des damals unmittelbar mit diesem verbundenen Sitz im britischen Oberhaus (House of Lords) des britischen Parlaments. Im Oberhaus schloss er sich der Fraktion der Conservative Party an. Nach der Niederlage der Conservative Party bei den Unterhauswahlen 1997 wurde er Whip der Opposition im Oberhaus. Als mit Inkrafttreten des House of Lords Act 1999 die erblichen Parlamentssitze abgeschafft wurden, gehörte er zu den 92 erblichen Peers, die von ihren Standesgenossen gewählt wurden, im Oberhaus zu verbleiben. Lord Luke war Oppositionssprecher für Wales (2000–2006), Transport (2002–2004), Verteidigung (2004–2010) und Tourismus (2010). Am 24. Juni 2015 legte er seinen Sitz im House of Lords nieder und schied damit aus dem britischen Oberhaus aus.
Er heiratete 1959 Silvia Maria Roigt, Tochter des argentinischen Botschafters in den Niederlanden Don Honoria Roigt. Sie wurden 1971 geschieden, und er heiratete im gleichen Jahr in zweiter Ehe Sarah Louise Hearne, Tochter des Schauspielers Richard Hearne. Er hatte zwei Töchter und einen Sohn aus erster Ehe sowie einen Sohn aus zweiter Ehe. Als er im Oktober 2015 starb, erbte sein älterer Sohn Ian Lawson-Johnston (* 1963) seinen Adelstitel.